# Circondario urbano di Bor
Il circondario urbano di Bor (in russo Борский городской округ?) è un okrug dell'Oblast' di Nižnij Novgorod, nella Russia europea, corrispondente alla città di Bor. Occupa una superficie di 3.600 chilometri quadrati.
Fino al 2010 costituiva un rajon (Borskij rajon, Борский район).